# Daqiqi
Abu Mansur Daqiqi (persiska ابو منصور دقیقی), död 980, var en persisk diktare, som verkade som  hovdiktare vid samanidernas hov i Bukhara och vid Chaghanidernas hov i närheten av Termez i nuvarande Uzbekistan. Daqiqi var en av de främsta bärarna av den persiska litterära renässans som blomstrade i Persien och Centralasien mellan 900- och 1100-talen. Daqiqi var sannolikt zoroastrier trots sitt muslimska namn.

## Epik
På den samanidiske fursten Nuh II:s önskan företog Daqiqi sig att poetiskt omarbeta de folkliga kungalegenderna till Shahname, en poetisk beskrivning av Persiens nationalhistoria. Efter att ha fullbordat omkring 1 000 verser mördades dock Daqiqi, och Ferdousi fortsatte hans arbete och införlivade Daqiqis texter i sitt arbete. 
Daqiqis arbete handlar signifikativt nog om profeten Zarathustras framträdande vid det kayanidiska hovet, kung Goshtasps (Vishtaspa) omvändelse till zoroastrismen och början på det krig som Iran utkämpar i konflikten mot ärkefienden Turan. Daqiqis verk går tillbaka på den sassanidiska kungaboken Khodāynāmag, ett kompendium berättelser som skrevs ned på basis av en muntlig tradition i slutet av den sassanidiska perioden.

## Lyrik
Utöver den episka berättelsen om Goshtasp som bevarats i Shahname finns omkring 150 fragment av lyriska dikter av Daqiqis verk. Han är särskilt berömd för sin hyllningsdikter till vinet och till Zarathustras religion. Daqiqis lyrik har sammanställts och översatts till franska av Gilbert Lazard.